# Liste des chefs d'État de la Barbade
Cette page présente la liste des chefs d'État de la Barbade depuis l'indépendance du pays, en 1966.
De 1966 à 2021, le chef d'État est la reine de la Barbade, Élisabeth II, qui est également reine du Royaume-Uni et des autres royaumes du Commonwealth. La reine est représentée dans le pays par un gouverneur général, considéré comme le chef d'État de facto. Après l'abolition de la monarchie et l'instauration de la république, la Barbade a pour chef d'État un président élu au scrutin indirect et secret par un collège électoral composé des membres du Parlement.

## Monarchie (1966-2021)

### Reine
| No | Portrait | Nom                                             | Règne            | Règne            | Règne  | Dynastie | Notes                     |
| No | Portrait | Nom                                             | Début            | Fin              | Durée  | Dynastie | Notes                     |
| -- | -------- | ----------------------------------------------- | ---------------- | ---------------- | ------ | -------- | ------------------------- |
| 1  |          | Élisabeth II (21 avril 1926 – 8 septembre 2022) | 30 novembre 1966 | 30 novembre 2021 | 55 ans | Windsor  | Chef d'État non exécutif. |

### Gouverneurs généraux
| No | Portrait | Nom                                                                | Mandat            | Mandat           | Mandat                     | Premiers ministres                                                     | Notes                                    |
| No | Portrait | Nom                                                                | Début             | Fin              | Durée                      | Premiers ministres                                                     | Notes                                    |
| -- | -------- | ------------------------------------------------------------------ | ----------------- | ---------------- | -------------------------- | ---------------------------------------------------------------------- | ---------------------------------------- |
| 1  |          | Sir John Montague Stow (3 octobre 1911 – 16 mars 1997)             | 30 novembre 1966  | 18 mai 1967      | 5 mois et 18 jours         | Errol Barrow                                                           | Gouverneur de la Barbade de 1959 à 1966. |
| 2  |          | Sir Arleigh Winston Scott (27 août 1900 – 9 août 1976)             | 18 mai 1967       | 9 août 1976      | 9 ans, 2 mois et 22 jours  | Errol Barrow                                                           | Mort en fonction.                        |
| —  |          | Sir William Douglas Par intérim (24 septembre 1921 – 12 août 2003) | 9 août 1976       | 17 novembre 1976 | 3 mois et 8 jours          | Errol Barrow Tom Adams                                                 |                                          |
| 3  |          | Sir Deighton Lisle Ward (16 mai 1909 – 9 janvier 1984)             | 17 novembre 1976  | 9 janvier 1984   | 7 ans, 1 mois et 23 jours  | Tom Adams                                                              | Mort en fonction.                        |
| —  |          | Sir William Douglas Par intérim (24 septembre 1921 – 12 août 2003) | 10 janvier 1984   | 24 février 1984  | 1 mois et 14 jours         | Tom Adams                                                              |                                          |
| 4  |          | Sir Hugh Springer (22 juin 1913 – 14 avril 1994)                   | 24 février 1984   | 6 juin 1990      | 6 ans, 3 mois et 13 jours  | Tom Adams Harold Bernard St. John Errol Barrow Lloyd Erskine Sandiford |                                          |
| 5  |          | Dame Nita Barrow (16 novembre 1916 – 19 décembre 1995)             | 6 juin 1990       | 19 décembre 1995 | 5 ans, 6 mois et 13 jours  | Lloyd Erskine Sandiford Owen Arthur                                    | Morte en fonction.                       |
| —  |          | Sir Denys Williams Par intérim (19 octobre 1929 – 7 août 2014)     | 19 décembre 1995  | 1er juin 1996    | 5 mois et 13 jours         | Owen Arthur                                                            |                                          |
| 6  |          | Sir Clifford Husbands (5 août 1926 – 11 octobre 2017)              | 1er juin 1996     | 31 octobre 2011  | 15 ans, 4 mois et 30 jours | Owen Arthur David Thompson Freundel Stuart                             |                                          |
| —  |          | Elliott Belgrave Par intérim (né le 16 mars 1931)                  | 1er novembre 2011 | 30 mai 2012      | 6 mois et 29 jours         | Freundel Stuart                                                        | Juge de la Cour suprême.                 |
| —  |          | Sandra Mason Par intérim (née le 17 janvier 1949)                  | 30 mai 2012       | 1er juin 2012    | 2 jours                    | Freundel Stuart                                                        | Juge de la Cour suprême.                 |
| 7  |          | Sir Elliott Belgrave (né le 16 mars 1931)                          | 1er juin 2012     | 30 juin 2017     | 5 ans et 29 jours          | Freundel Stuart                                                        |                                          |
| —  |          | Sir Philip Greaves Par intérim (né le 19 janvier 1931)             | 1er juillet 2017  | 8 janvier 2018   | 6 mois et 7 jours          | Freundel Stuart                                                        | Ancien vice-Premier ministre.            |
| 8  |          | Dame Sandra Mason (née le 17 janvier 1949)                         | 8 janvier 2018    | 30 novembre 2021 | 3 ans, 10 mois et 22 jours | Freundel Stuart Mia Mottley                                            | Élue présidente de la Barbade en 2021.   |

## République (depuis 2021)
| No | Portrait | Nom                                        | Élection | Mandat           | Mandat   | Mandat                    | Appartenance politique | Premiers ministres |
| No | Portrait | Nom                                        | Élection | Début            | Fin      | Durée                     | Appartenance politique | Premiers ministres |
| -- | -------- | ------------------------------------------ | -------- | ---------------- | -------- | ------------------------- | ---------------------- | ------------------ |
| 1  |          | Dame Sandra Mason (née le 17 janvier 1949) | 2021     | 30 novembre 2021 | En cours | 3 ans, 3 mois et 12 jours | Indépendante           | Mia Mottley        |